# يوجوف
يوجوف (بالإنجليزية: YouGov) هي شركة دولية على الإنترنت مختصة بأبحاث الأسواق و مقرها في المملكة المتحدة، وتجري عملياتها في كل من أوروبا وأمريكا الشمالية والشرق الأوسط وآسيا والمحيط الهادئ.
تأسست يوجوف في المملكة المتحدة من شهر مايو عام 2000 بواسطة ستيفان شكسبير وناظم الزهاوي.

## نبذةٌ عن YouGov
شركة YouGov هي واحدة من أبرز الشركات الرائدة عالمياً في مجال تقديم الخدمات الشاملة عن أبحاث السوق. وتسعى منذ انطلاقتها الأولى لتحقيق فكرة بسيطة وهي:
"كلما منحت الشركات المستفيدين من خدماتها فرصة أكبر للمشاركة في عملية اتخاذ القرارات، كانت هذه القرارات أكثر نجاحاً."
يُشكل المجتمع الإلكتروني العالمي جزءاً لا يتجزأ من شركتنا إذ يوفر فرصة للتواصل بين ملايين الأفراد وآلاف المؤسسات التجارية والثقافية لإجراء نقاش مستمر بخصوص مبادئ هذه المؤسسات وتجاربها وخبراتها وعلاماتها التجارية.
إن نجاح شركتنا في تطوير التقنيات والأساليب التي ستمكنكم من اتخاذ المزيد من القرارات المشتركة يعتمد على الجمع بين البيانات الواردة إلينا باستمرار وبين ما نملكه من خبرات عريقة في مجال الأبحاث وتجارب واسعة في الأسواق.

## شركة YouGov في منطقة الشرق الأوسط وشمال إفريقيا وجنوب آسيا
تمتلك شركة يوجوف قاعدة كبيرة للأبحاث المتوفرة عبر شبكة الإنترنت في منطقة الشرق الأوسط وشمال إفريقيا وجنوب آسيا ، وهذا ما يمنح آلاف الأفراد في 21 دولة فرصة المشاركة في استطلاعات الرأي. تعتمد الشركة أساليب حديثة في التحليل الكمي والنوعي، كرؤية إقليمية مباشرة من مكاتبها في دبي والسعودية ومصر والعراق.

## BrandIndex
خدمة BrandIndex هي خدمة إلكترونية موثوقة لاستطلاع آراء العملاء ومعرفة انطباعاتهم عن العلامات التجارية. وبخلاف غيرها من خدمات تقييم العلامات التجارية، توفر BrandIndex إمكانية استطلاع آراء الجمهور  بالعلامات التجارية في العديد من المجالات في آن واحد.
تعتبر BrandIndex]] الخدمة الإلكترونية الوحيدة المتخصصة في مراقبة العلامات التجارية في الشرق الأوسط . وتعمل هذه الخدمة حالياً على مراقبة مئات العلامات التجارية لاسيما في الإمارات والسعودية ومصر .
نتائج فورية لتقييم علامتكم التجارية
تعمل خدمة BrandIndex  على المستويين المحلي والدولي وتتيح للشركات مراقبة وضع علامتها التجارية في دولة واحدة أو عدة دول، أو مراقبة الوضع العام للعلامة التجارية على مستوى العالم. كما يتم إجراء آلاف المقابلات الإلكترونية مع العملاء يومياً، أي بمعدل 2.5 مليون مقابلة سنوياً..
يتم تحديث البيانات بشكل يومي عبر الموقع الإلكتروني الذي تسجل الشركات فيه لتحصل على تقارير خدمة BrandIndex الإلكترونية الفريدة من نوعها. وهذا ما يتيح لكم وبكل سهولة فرصة متابعة وضع علاماتكم التجارية عن كثب ويمكنكم من التعرف على أي تغييرات قد تطرأ على انطباع الجمهور، مايتيح لكم فرصة اتخاذ الإجراءات المناسبة بشكل فوري.

### تعرّف على أدوات ومنهج BrandIndex في تقديم خدماتها
رصيد عمره ست سنوات من البيانات لمعظم العلامات التجارية
بفضل خدمة BrandIndex ، ومع وجود قاعدة بيانات تم جمعها على مدار ست سنوات عن معظم العلامات التجارية والشركات المنافسة لها، لن تتمكن فقط من معرفة انطباع الجمهور إزاء علاماتك التجارية فحسب، بل ستتعرف أيضاً على الشركات المنافسة وكل ما يتعلق بالقطاعات المختلفة. في حين ستتمكن الشركات المنافسة لك من تكوين فكرة واضحة قد لا تعرفها أنت عن الوضع العام لعلامتك التجارية إن لم تكن مسجلاً في خدمة

## Omnibus
خدمة Omnibus المقدّمة من شركة يوجوف هي الأداة الأمثل للحصول على آراء وانطباعات وتصرفات الأفراد بطريقة سريعة واقتصادية.
إنها خدمة أبحاث يتشارك بتكاليفها عدد من العملاء مما يسمح لك بالدفع مقابل كل سؤال تودّ طرحه بتكلفة بسيطة جداً بالمقارنة مع الأبحاث المصممة خصيصاً لك ومن دون التنازل عن جودة البيانات التي يمكن الحصول عليها.

## المجموعات المختصرة
مكننا من خلال فريق استطلاعاتنا على الإنترنت والذي قمنا بفرزه مسبقاً وتقسيمه الوصول إلى المجموعات محددة من الأفراد على حسب معلومات معيّنة عنهم أو تصرّفاتهم مثل: المنصب في الوظيفة، عدد الأطفال، الفئة العمرية، عادات التسوّق والعديد من الأمور الأخرى.
خدمة Omnibus للمجموعات المخصصة التي نقدّمها تمكنك من إجراء مقابلات مع مجموعات متعددة من الأفراد الذين قامت يوجوف بفرزهم مسبقاً – يمكنك التعرّف عليهم فيما يلي.

### حافلة النقل في المدينة
المجموعة المشاركة في الاستطلاع: الأفراد الذين تتجاوز أعمارهم  18سنة
عدد الاستجابات:  500
تكرار الاستطلاع: أسبوعي
تسليم النتائج: خلال 7 أيام
المدن المشاركة في الاستطلاع:  دبي ، أبوظبي ، الرياض ، جدة ، القاهرة ، الإسكندرية ، أغادير ، الدار البيضاء ، فاس ، مراكش وطنجة

### صانعو القرارات
المجموعة المشاركة في الاستطلاع: رئيس مجلس الإدارة وأعضاء مجلس الإدارة والشركاء والمالك والرئيس ورئيس العمليات والرئيس التنفيذي والمدير المالي والمشرف المالي وأمين الخزينة ونائب الرئيس التنفيذي ونائب الرئيس الأعلى ونائب الرئيس ونائب الرئيس المساعد والمشرف والمدير العام والمدير الإداري ورئيس القسم والمدير أو المدير الأعلى
عدد الاستجابات:  500
تكرار الاستطلاع: أسبوعي
تسليم النتائج: خلال 7 أيام
الدول المشاركة في الاستطلاع:  الإمارات ومصر

### الألفية
المجموعة المشاركة في الاستطلاع: الشباب والشابات الذين تتراوح أعمارهم بين 18و35 سنة
عدد الاستجابات:  500
تكرار الاستطلاع: أسبوعي
تسليم النتائج: خلال 7 أيام
الدول المشاركة في الاستطلاع:  الإمارات والسعودية ومصر والمغرب

### حافلة المدرسة
المجموعة المشاركة في الاستطلاع: آباء الطلبة الذين تزيد أعمارهم عن 18
عدد الاستجابات:  500
تكرار الاستطلاع: أسبوعي
تسليم النتائج: خلال 7 أيام
الدول المشاركة في الاستطلاع:  الإمارات والسعودية ومصر

### المتسوقون عبر الإنترنت
المجموعة المشاركة في الاستطلاع: الأفراد الذين يقومون عادةً بشراء المنتجات والخدمات عبر الإنترنت
عدد الاستجابات:  500
تكرار الاستطلاع:  أسبوعي
تسليم النتائج: خلال 7 أيام
الدول المشاركة في الاستطلاع:  الإمارات والسعودية ومصر

### حافلات السفر
المجموعة المشاركة في الاستطلاع: محبو السفر لأداء بغرض العمل أو الترفيه (الأفراد الذين يقومون برحلات قصيرة/طويلة لمرة على الأقل خلال 12 شهراً)
عدد الاستجابات:  500
تكرار الاستطلاع: أسبوعي
تسليم النتائج: خلال 7 أيام
الدول المشاركة في الاستطلاع:  الإمارات والسعودية ومصر

## استطلاعات Omnibus العالمية
تنفذ يوجوف استطلاعات الرأي المتنوعة والشاملة في مختلف أرجاء العالم، وهذا ما يتيح لك فرصة الاطلاع على المشهد العالمي والتوجه نحو منطقة محددة أو مقارنة النتائج بين الدول.
وبفضل شهرتنا العالمية، تتاح لك فرصة الحصول على بيانات قوية بسرعة وبكلفة أقل في أوروبا والأمريكيتين و آسيا ومنطقة الشرق الأوسط وأستراليا .

## التقارير
نحن نعتمد على شمولية وتنوّع منتجاتنا المبتكرة لجمع البيانات المطلوبة ونعمل بالتعاون مع روّاد التفكير على تقديم معلومات عن السوق لن تقدر على إيجادها من أي مصادر أخرى.
نحن نقوم وبشكل دوريّ بنشر نتائج لإحصاءات مصممة خصيصاً لتمكننا من الحصول على وجهة نظر متعلّقة ببعض الأسواق والأمور التي يمكن التصرّف والعمل بناءاً عليها. يمكنك متابعة أحدث النتائج لإحصاءاتنا.

## مكاتبنا
المقر الرئيسي- دبي ، الإمارات العربية المتحدة .
مركز كيان للأعمال، مكتب 302
برج برشا هايتس، ص.ب: 500592
دبي ، الإمارات العربية المتحدة
المملكة العربية السعودية ، جدة ،
فيلا رقم 7 ، مجمع صفوة الأعمال
شارع الأمير محمد بن عبد العزيز
(شارع التحلية)، حي الروضة
ص.ب: 40481، جدة 21499، المملكة العربية السعودية
المملكة العربية السعودية ، الرياض ،
المكتب 9، الطابق 3، مبنى الأسواق الرياضية
شارع الستين
الملز
ص.ب: 23122
الرياض 11426، المملكة العربية السعودية
المملكة العربية السعودية ، الدمام ،
مكتب 6، الطابق 2، مبنى المركز
شارع الملك خالد، حي الجلوية
الدمام، المملكة العربية السعودية
العراق ، إربيل .
240/2/580 مجمع عشتار
عنكاوة
إربيل ، العراق

## وصلات خارجية
- الموقع الرسمي